# Royal Greenland
Die Royal Greenland A/S ist das staatliche grönländische Fischerei- und Fischverarbeitungsunternehmen.

## Geschichte
Noch zur Einführung der Hjemmestyre 1979 wurde die grönländische Lebensmittelproduktion vom 1774 als Kolonialunternehmen gegründeten dänischen KGH geleitet. Zum 1. Januar 1985 wurden drei Unternehmen unter dem gemeinsamen Namen Proeks („Produktion & Eksport“) in grönländischen Staatsbesitz aus dem KGH ausgegliedert: KTU (Kalaallit Tunisassiorfiat) als Produktionsunternehmen, GHT (Grønlands Hjemmestyres Trawlervirksomhed) für den Betrieb der Fischereifahrzeuge und Royal Greenland als Verkaufsunternehmen. Dänemark subventionierte das Unternehmen, das in den ersten Jahren Verluste macht. Obwohl sich der Umsatz in den folgenden Jahren dank Investitionen stark erhöhte, wuchsen auch die Ausgaben, sodass Proeks nicht aus den roten Zahlen kam. 1990 wurde Proeks in eine Aktiengesellschaft umgewandelt und übernahm den Namen Royal Greenland. KTU wurde in Royal Greenland Production umbenannt, GHT in Royal Greenland Fiskeri og Forsyning und die in Aalborg stationierte Verkaufsgesellschaft Royal Greenland in Royal Greenland International. Erst 1999/2000 gelang es erstmals ein positives Bilanzresultat zu erhalten. Royal Greenland ist bereits seit 1985 Königlich Dänischer Hoflieferant.

## Produktionsstätten

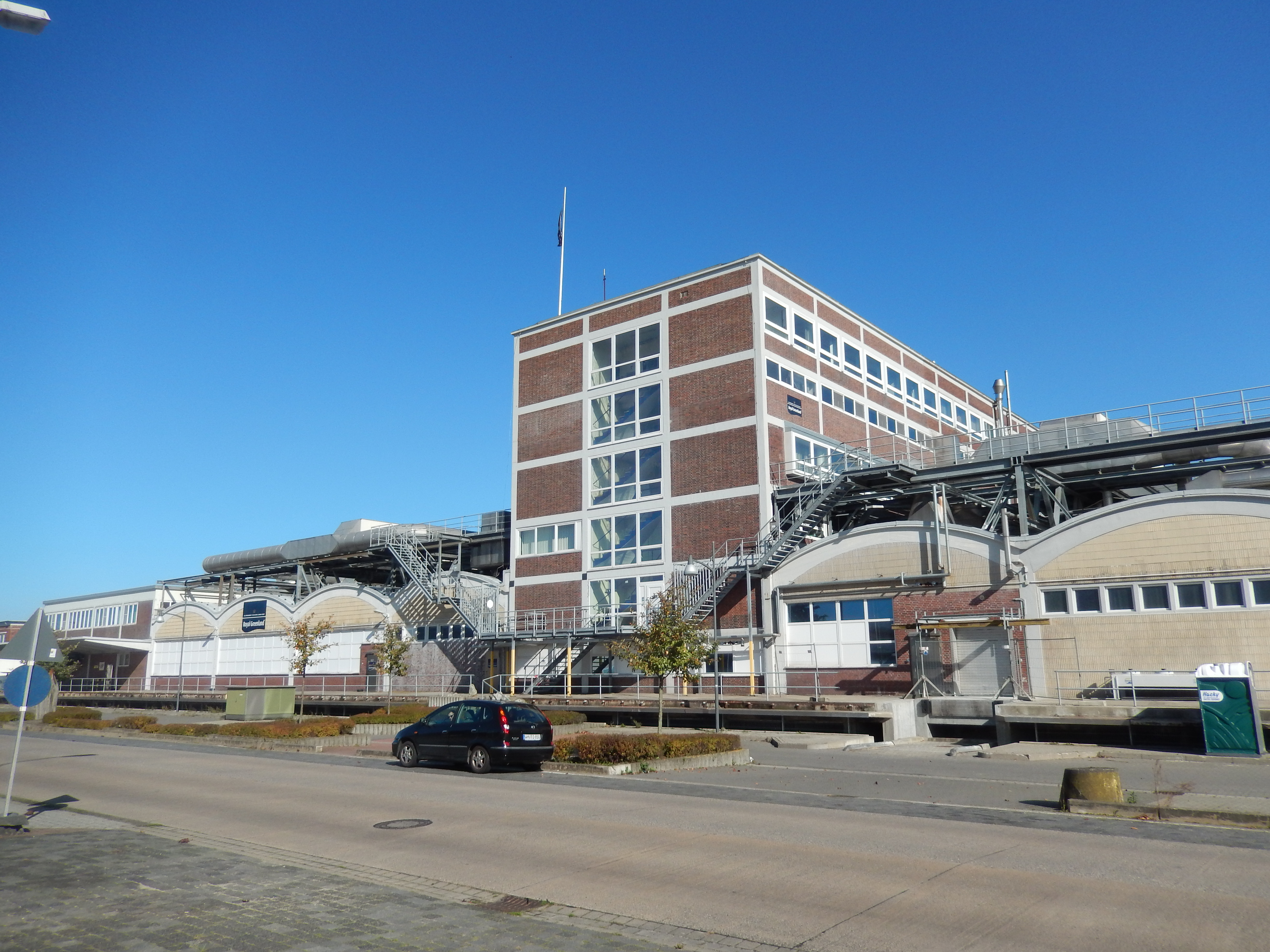
Eine der Produktionsstätten in Cuxhaven (2017)

Royal Greenland betreibt mit Stand 2022 35 Fabriken in grönländischen Städten und Dörfern. Dort werden hauptsächlich Schwarzer Heilbutt, Kabeljau und Seehasenrogen verarbeitet. In Kanada betreibt Royal Greenland neun Fabriken, in denen größtenteils Meeresfrüchte wie Schneekrabben, Garnelen und Wellhornschnecken verarbeitet werden. In Cuxhaven hat der Konzern zwei weitere Produktionsstätten, eine für Garnelen, die andere für Seehasenrogen.
2013 verkaufte Royal Greenland eine große Produktionsstätte in Wilhelmshaven an zwei Unternehmen aus Singapur. 2019 verkaufte der Konzern auch seine Fabrik in Aalborg, da die Produktionskosten in Cuxhaven geringer sind.

## Fischereiflotte

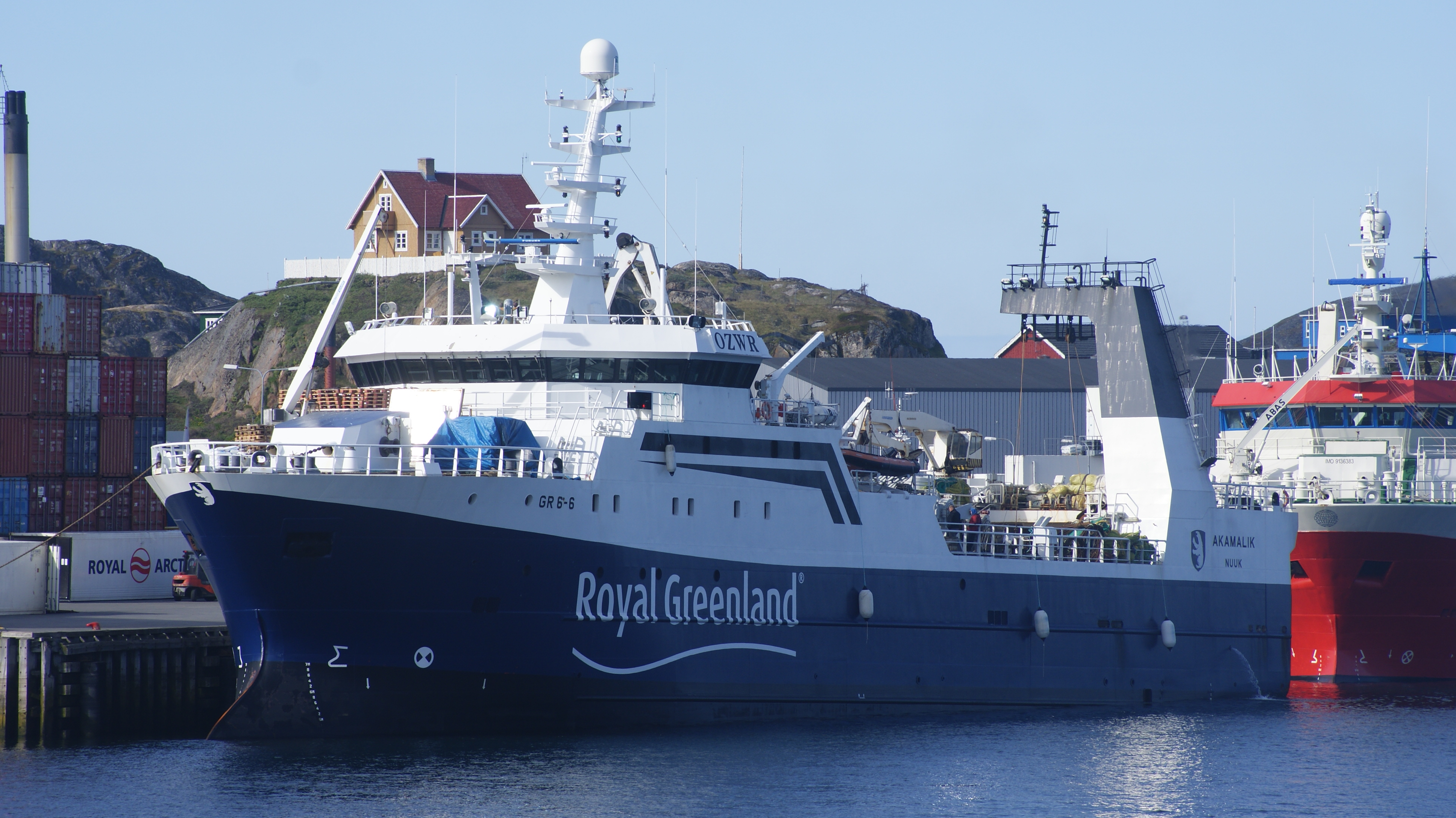
Akamalik (2010)

Royal Greenland's Fischereiflotte besteht mit Stand 2022 aus 8 Hochseefischereifahrzeugen und 2 Küstenfischereifahrzeugen:
| Schiffe    | Baujahr | Typ                                             | Länge/Breite  | Produktions- kapazität | Fang- kapazität      | Aufnahme- kapazität | Besatzung | Besitz- anteil |
| ---------- | ------- | ----------------------------------------------- | ------------- | ---------------------- | -------------------- | ------------------- | --------- | -------------- |
| Sermilik   | 1986    | Garnelen- und Kabeljautrawler (Küstenfischerei) | 26 × 8 m      | 20 t/Tag               | 2.500 t/Jahr         | 45 t                | 6–9       | 100 %          |
| Lomur      | 1988    | Garnelentrawler (Küstenfischerei)               | 43,2 × 9,6 m  | 60 t/Tag               | 6.000 t/Jahr         | 130 t               | 11        | 75 %           |
| Tuneq      | 1988    | Pelagisches Schleppnetz                         | 70 × 12,5 m   | 60 t/Tag               | 10.000–15.000 t/Jahr | 500 t               | 10–12     | 66 %           |
| Akamalik   | 2001    | Hochsee- und Makrelentrawler                    | 75,8 × 14,5 m | 110 t/Tag              | 7.000–10.000 t/Jahr  | 450–750 t           | 22–26     | 100 %          |
| Kaassassuk | 2001    | Hochseegarnelentrawler                          | 67,5 × 14,5 m | 110 t/Tag              | 7.000–10.000 t/Jahr  | 600 t               | 22–24     | 100 %          |
| Masilik    | 2001    | Langleinenfischereifahrzeug                     | 52 × 12 m     | 20 t/Tag               | 3.000–5.000 t/Jahr   | 350 t               | 18        | 100 %          |
| Tuugaalik  | 2002    | Hochsee-Heilbutt- und Makrelentrawler           | 66,4 × 14,6 m | 80 t/Tag               | 6.000–7.000 t/Jahr   | 800 t               | 25        | 25 %           |
| Tasiilaq   | 2003    | Pelagisches Schleppnetz                         | 84 × 14,6 m   | 200 t/Tag              | 20.000–25.000 t/Jahr | 1.400 t             | 25        | 66 %           |
| Avataq     | 2019    | Hochseefischerei- und Garnelentrawler           | 83 × 18 m     | 110 t/Tag              | 7.000–10.000 t/Jahr  | 600–800 t           | 30        | 100 %          |
| Sisimiut   | 2019    | Hochseefischereitrawler                         | 82,65 × 17 m  | 30–50 t/Tag            | 7.000–8.000 t/Jahr   | 700–900 t           | 42        | 100 %          |

## Konzernstruktur
Royal Greenland hat weltweit zahlreiche Tochterunternehmen, die vor allem den internationalen Vertrieb übernehmen:
- Royal Greenland Seafood (100 %)
  - Royal Greenland Germany (100 %)
    - Royal Greenland Vertriebs GmbH (100 %)
    - Royal Fresh Fish (49 %)

  - Royal Greenland Poland (100 %)
  - Quin-Sea Fisheries (100 %)
    - Conche Seafoods (100 %)
    - B&L Fisheries (100 %)
    - St. Anthony Seafoods (100 %)
    - Quinian Brothers Maritime (50 %)

  - Easter Quebec Seafoods (100 %)
  - A&L Seafoods (100 %)
  - Royal Greenland Norway (100 %)
  - Royal Greenland Sweden (100 %)
  - Royal Greenland UK (100 %)
  - Royal Greenland Japan (100 %)
  - Royal Greenland Italy (100 %)
  - Royal Greenland Russia (100 %)
  - Royal Greenland Seafoods (Qingdao) (100 %)
  - Royal Greenland US (100 %)
  - Royal Greenland Seafood Chile (100 %)
    - International Seafood (50 %)
    - Blue Ocean Seafood (50 %)

  - Øksfjord Lakseindustri (100 %)
  - Øksfjord Eiendom (49 %)
  - Kvalvikbait (23 %)
  - Qingdao Beiyang Jiamei Seafood (20 %)
- Arctic Fish Greenland (81,11 %)
- Pelagic Greenland (66,7 %)
- Gaia Fish (50 %)
- Inughuit Seafood (50 %)
- Ice Trawl Greenland (50 %)
  - Gaia Fish (50 %)
  - Qaleralik (50 %)
- Agama Royal Greenland (50 %)
- Angunnguaq (49,4 %)
- Sisimiut Fish (49 %)
- Isblink (49 %)
- Frans Peter (43,6 %)
- Lennert og Sønner (40 %)
- Savik (35 %)
- Ejendomsselskabet Suliffik (30,3 %)
- Opmatic Greenland (30 %)
- Akia Sisimiut (17,5 %)

## Leitung

### Direktoren
- 1990–2001: Ole Ramlau-Hansen
- 2001: Lars-Emil Johansen
- 2001–2006: Keld Askær Sørensen
- 2007: Paaviaaraq Heilmann
- 2007–2011: Peter Flemming Knudsen
- 2011–2022: Mikael Thinghuus
- 2023–2025: Susanne Arfelt Rajamand

### Aufsichtsratsvorsitzende
- 1990–1991: Lars-Emil Johansen
- 1991–1995: Josef Motzfeldt
- 1995–1998: Ove Rosing Olsen
- 1998–1999: Søren Hald Møller
- 1999–2002: Uffe Ellemann-Jensen
- 2002–2004: Elias Larsen
- 2004–2006: Paaviaaraq Heilmann
- 2006–2007: Birgitte Nielsen
- 2007–2010: Peter Grønvold Samuelsen
- 2010–2022: Niels Harald de Coninck-Smith
- seit 2022: Maliina Abelsen